# A Collection of Beatles Oldies
A Collection of Beatles Oldies (englisch Eine Sammlung alter Beatles-Songs) ist das erste Kompilationsalbum und insgesamt achte Album der britischen Gruppe The Beatles, das am 10. Dezember 1966 in Großbritannien veröffentlicht wurde. In Deutschland erschien das Album erst am 24. Februar 1971, hier war es einschließlich der Kompilationsalben deren 18. Album. In den USA wurde das Album nicht veröffentlicht.

## Entstehung

Beatles, 1965

Aufgrund des baldigen Weihnachtsfestes bot es sich an, ein Album herauszubringen. Allerdings gingen die Beatles anderen Beschäftigungen nach und zeigten kein Interesse, diese zu unterbrechen. John Lennon befand sich in Spanien bei den Dreharbeiten zum Spielfilm Wie ich den Krieg gewann unter der Regie von Richard Lester, George Harrison war in Indien, Paul McCartney in Kenia und war darüber hinaus mit der Komposition des Soundtracks von The Family Way beschäftigt. Ringo Starr befand sich auf den Bahamas und in Spanien.
Brian Epstein informierte Parlophone Ende Oktober, dass die Beatles erstmals seit 1963 zum Weihnachtsgeschäft weder ein neues Album noch eine Single produzieren werden. Deshalb wurde entschieden, ein Album mit älteren Titeln zusammenzustellen, das die bis dato elf Nummer-eins-Hits in Großbritannien beinhaltet. Für die Käufer in Europa brachte A Collection of Oldies … but Goldies zumindest einen bis dahin nur in den USA veröffentlichten Titel: eine Coverversion des Rock-’n’-Roll-Stücks Bad Boy von Larry Williams, ursprünglich erschien das Lied auf dem US-amerikanischen Album Beatles VI. Mit der Veröffentlichung dieses Albums waren nun dies- und jenseits des Atlantiks alle Beatles-Lieder veröffentlicht. Alle danach folgenden Studioalbum-Veröffentlichungen enthielten weltweit identische Titel.
Für das Kompilationsalbum mischte George Martin fünf Lieder neu ab, Paperback Writer am 31. Oktober, I Want to Hold Your Hand am 7. November, She Loves You am 8. November sowie Day Tripper und We Can Work It Out am 10. November 1966. Weiterhin enthält das Album leicht abweichende Versionen von zwei Liedern: Bei der Stereoversion von From Me To You fehlt die Mundharmonika-Einleitung der Monoversion; I Feel Fine beginnt mit einem zwei Sekunden langen Geflüster, das auf der Singleversion nicht zu hören war. Insgesamt beinhaltet das Album acht Lieder, die vorher in Großbritannien noch nicht auf einer Langspielplatte erhältlich waren: She Loves You, From Me to You, We Can Work It Out, I Feel Fine, Bad Boy, Day Tripper, Paperback Writer und I Want to Hold Your Hand.
Bei den neuen Stereoabmischungen wurde versehentlich auch This Boy erstmals in Stereo abgemischt. Dies ging auf einen Übermittlungsfehler zurück, denn eigentlich hätte Bad Boy in Stereo abgemischt werden sollen. Auf dem Album ist daher die US-amerikanische Stereofassung von Bad Boy zu hören anstatt einer britischen. Die Stereofassung von This Boy verschwand hingegen ungenutzt im Archiv.
Der Untertitel „… but Goldies“ auf der Rückseite des Albumcovers ist ein Hinweis darauf, dass sechs der Titel auf der LP in Großbritannien mit einer Goldenen Schallplatte ausgezeichnet worden waren. Zwölf der Stücke hatten sich in den USA mehr als eine Million Mal verkauft, neun davon erreichten die Nummer-eins-Position der US-amerikanischen Charts. Nicht auf dem Album enthalten war der britische Top-Ten-Hit Please Please Me, der in Großbritannien Platz 2 erreichte.
Das Album wurde im Dezember 1966 unter anderem in folgenden europäischen Ländern veröffentlicht: Dänemark, Frankreich, Niederlande, Italien und Schweden. In der Bundesrepublik Deutschland war bereits am 18. Juni 1965 das Kompilationsalbum The Beatles’ Greatest erschienen, das sieben Lieder von A Collection of Beatles Oldies enthält, sodass Odeon sich gegen eine zeitnahe Veröffentlichung entschied. Erst am 24. Februar 1971 erschien das Album in der Bundesrepublik Deutschland.
Andererseits ist es eines von lediglich vier Alben, die über das Plattenlabel Amiga in der DDR in den Handel kamen. A Collection of Beatles Oldies erschien dort im Januar 1974. Es war nach The Beatles aus dem Jahr 1965 das zweite Album der Beatles, das in der DDR veröffentlicht wurde.
In den USA verzichtete Capitol Records darauf, obwohl bis dato kein Greatest-Hits-Album erschienen war, das Album zu veröffentlichen.
Das Album A Collection of Beatles Oldies stieg am 14. Dezember 1966 in die britischen Charts auf Platz 7 ein und erreichte in der folgenden Woche die höchste Chartplatzierung mit Platz 6. Es war das erste Album der Beatles in Großbritannien, das nicht Platz eins der Charts erreichte.
Das Album wurde in Großbritannien in einer Mono- und in einer Stereoversion veröffentlicht. In der Bundesrepublik Deutschland wurde das Album ausschließlich in der Stereoabmischung vertrieben.

## Wiederveröffentlichung
Das Album wurde bislang nicht legal als CD veröffentlicht.

## Erläuterungen zu den Liedern
1. She Loves You
  - Veröffentlicht am 23. August 1963 als vierte Single. She Loves You erreichte am 4. September 1963 Platz 1 der britischen Hitparade. In Großbritannien wurden 1,6 Millionen Singles verkauft und somit war sie dort bis 1978 die meistverkaufte Single. (Im Jahr 1978 wurde sie durch die Wings-Single Mull of Kintyre abgelöst).
2. From Me to You
  - Veröffentlicht am 11. April 1963 als dritte Single der Gruppe. Der Titel erreichte Platz 1 der Hitparade und wurde mehr als 250.000 Mal verkauft.
3. We Can Work It Out
  - Veröffentlicht am 3. Dezember 1965 als elfte Single der Gruppe, gleichzeitig mit Day Tripper die erste Doppel-A-Seiten-Single der Beatles. Unter anderem Platz 1 der Hitparade in Großbritannien und den USA. Von der Single verkauften sich in Großbritannien eine Million Exemplare.
4. Help!
  - Veröffentlicht am 23. Juli 1965 als zehnte Single der Gruppe. In der ersten Woche nach Veröffentlichung wurden in Großbritannien eine halbe Million Tonträger, insgesamt wurden dort 900.000 Singles verkauft.
5. Michelle
  - Veröffentlicht am 3. Dezember 1965 auf dem sechsten Album der Beatles Rubber Soul. Michelle wurde in Großbritannien nicht als Single veröffentlicht. Am 21. Januar 1966 erschien in Deutschland die Single Michelle / Girl.
6. Yesterday
  - In Großbritannien erschien Yesterday erst am 5. März 1976 als Single. Der Titel wurde am 13. September 1965 als Single in den USA mit der B-Seite Act Naturally veröffentlicht. In Deutschland erschien am 14. September 1965 die Single, allerdings mit Act Naturally als A-Seite und Yesterday als B-Seite.
7. I Feel Fine
  - Veröffentlicht am 27. November 1964 als achte Single der Gruppe. Bis zum Dezember 1964 waren in Großbritannien eine Million Exemplare verkauft worden. In den USA wurden innerhalb einer Woche nach Erscheinen eine Million Tonträger verkauft.
8. Yellow Submarine
  - Veröffentlicht am 5. August 1966 als 13. Single der Gruppe und die zweite Doppel-A-Seiten-Single der Beatles, gleichzeitig mit Eleanor Rigby. Die Single verkaufte in Großbritannien 455.000 Exemplare.
9. Can’t Buy Me Love
  - Veröffentlicht am 20. März 1964 als sechste Single der Beatles. Die Single verkaufte in Großbritannien 1,2 Millionen Exemplare.
10. Bad Boy (Larry Williams)
  - Diese Coverversion eines Larry-Williams-Stücks entstand während der Aufnahmen zum Album Help!. In den USA erschien das Lied im Juni 1965 auf dem Capitol-Album Beatles VI.
11. Day Tripper
  - Veröffentlicht am 3. Dezember 1965 als elfte Single der Gruppe, war Day Tripper zusammen mit We Can Work It Out die erste Doppel-A-Seiten-Single der Beatles.
12. A Hard Day’s Night
  - Veröffentlicht am 10. Juli 1964 als siebte Single der Gruppe. Von der Single verkauften sich in Großbritannien eine Million Exemplare.
13. Ticket to Ride
  - Veröffentlicht als neunte Single in Großbritannien am 9. April 1965. Die Single verkaufte in Großbritannien 700.000 Exemplare.
14. Paperback Writer
  - Veröffentlicht als zwölfte Single der Beatles. Sie erschien am 30. Mai 1966 in den USA und am 10. Juni 1966 in Europa. Die Single verkaufte in Großbritannien 500.000 Exemplare.
15. Eleanor Rigby
  - Veröffentlicht am 5. August 1966 auf dem Album Revolver. Sie war die 13. Singleveröffentlichung in Großbritannien und die zweite Doppel-A-Seiten-Single gleichzeitig mit Yellow Submarine.
16. I Want to Hold Your Hand
  - Veröffentlicht am 29. November 1963 in Großbritannien als fünfte Single der Beatles verkaufte und verkaufte dort 1,5 Millionen Exemplare und war somit die nach She Loves You bis 1978 die zweitmeistverkaufte Single in Großbritannien.

## Covergestaltung
Das Coverdesign der LP zeigt nicht die Beatles, sondern ein gemaltes Bild von David Christian, das Foto auf der Rückseite stammt von Robert Whitaker. Es zeigt die Beatles Anfang Juli 1966 im Hilton-Hotel in Tokio während ihrer Japan-Tournee.

## Titelliste
| Nr. | Lied               | Autor            | Leadgesang           | Länge | Erstveröffentlichung  |
| --- | ------------------ | ---------------- | -------------------- | ----- | --------------------- |
| 01  | She Loves You      | Lennon/McCartney | Lennon und McCartney | 2:19  | Single-A-Seite        |
| 02  | From Me to You     | Lennon/McCartney | Lennon und McCartney | 1:54  | Single-A-Seite        |
| 03  | We Can Work It Out | Lennon/McCartney | McCartney und Lennon | 2:11  | Single-A-Seite        |
| 04  | Help!              | Lennon/McCartney | Lennon               | 2:18  | vom Album Help!       |
| 05  | Michelle           | Lennon/McCartney | McCartney            | 2:40  | vom Album Rubber Soul |
| 06  | Yesterday          | Lennon/McCartney | McCartney            | 2:03  | vom Album Help!       |
| 07  | I Feel Fine        | Lennon/McCartney | Lennon               | 2:21  | Single-A-Seite        |
| 08  | Yellow Submarine   | Lennon/McCartney | Starr                | 2:36  | vom Album Revolver    |

| Nr. | Lied                     | Autor            | Leadgesang           | Länge | Erstveröffentlichung         |
| --- | ------------------------ | ---------------- | -------------------- | ----- | ---------------------------- |
| 09  | Can’t Buy Me Love        | Lennon/McCartney | McCartney            | 2:08  | vom Album A Hard Day’s Night |
| 10  | Bad Boy                  | Williams         | Lennon               | 2:18  | vom Album Beatles VI         |
| 11  | Day Tripper              | Lennon/McCartney | Lennon und McCartney | 2:49  | Single-A-Seite               |
| 12  | A Hard Day’s Night       | Lennon/McCartney | Lennon               | 2:31  | vom Album A Hard Day’s Night |
| 13  | Ticket to Ride           | Lennon/McCartney | Lennon               | 3:01  | vom Album Help!              |
| 14  | Paperback Writer         | Lennon/McCartney | McCartney            | 2:15  | Single-A-Seite               |
| 15  | Eleanor Rigby            | Lennon/McCartney | McCartney            | 2:02  | vom Album Revolver           |
| 16  | I Want to Hold Your Hand | Lennon/McCartney | Lennon und McCartney | 2:26  | Single-A-Seite               |

## Abweichende Veröffentlichungen in anderen Ländern
- In Japan wurde das Album im Februar 1967 in Stereo veröffentlicht. Die Schallplatte wurde auch auf rotem Vinyl gepresst.[5]
- In Kolumbien wurde das Album mit einer veränderten Trackliste im Frühjahr 1967 veröffentlicht. Das Album beinhaltet lediglich zwölf Stücke, unter anderen die Lieder Strawberry Fields Forever, Penny Lane, Slow Down, Matchbox und Rain.[6]

## Chartplatzierungen
| ChartsChartplatzierungen     | Höchstplatzierung | Wochen |
| ---------------------------- | ----------------- | ------ |
| Vereinigtes Königreich (OCC) | 7 (34 Wo.)        | 34     |